# Massacre de Zilan
La massacre de Zilan (kurd: Komkujiya Zîlanê; turc: Zilan Katliami) es va produir el 12 i 13 de juliol de 1930 a la vall de Zilan de la província de Van, durant la rebel·lió d'Ararat a la província d'Ağrı. La massacre va ser perpetrada per l'exèrcit turc que, per ordre del primer ministre İsmet İnönü, va assassinar milers de civils kurds
La massacre va tenir lloc al nord de la ciutat d'Erciş al llac Van. Va ser duta a terme pel IX Cos del Tercer Exèrcit sota el comandament del Ferik (tinent general) Salih Omurtak. El nombre de persones assassinades en la massacre oscil·la entre 4.500 i 15.000, la majoria dones i ancians.

## Precedents

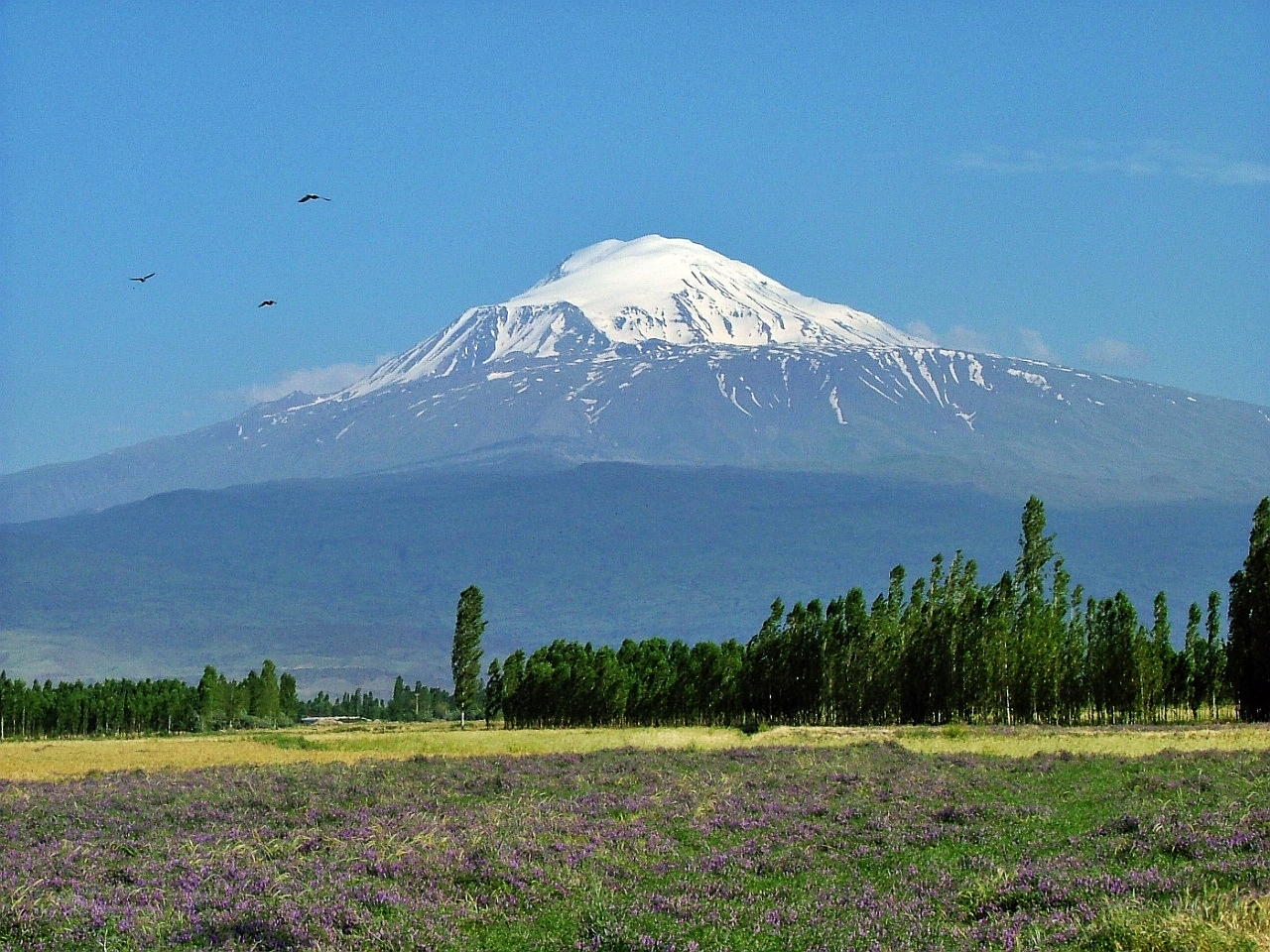
Mont Ararat des d'Iğdır.

Després de la rebel·lió del xeic Said el 8 de setembre de 1925, Kemal Atatürk va establir el Consell de Reforma per a l'Est (turc: Şark İslahat Encümeni), que va preparar l'Informe per a la Reforma a l'Est (turc: Şark İslahat Raporu). L'informe preveia arranjaments administratius especials per a les zones orientals i introduïa el sistema d'inspector general. Aquest pla va obligar els aristòcrates i líders religiosos kurds a traslladar-se a altres parts de Turquia. El 17 de juliol de 1927, amb l'entrada en vigor de la "Llei sobre el trasllat de determinades persones de les regions orientals a les províncies occidentals" (turc: Bazı Eşhasın Şark Menatıkından Garp Vilâyetlerine Nakillerine Dair Kanun), la migració forçada es va estendre.

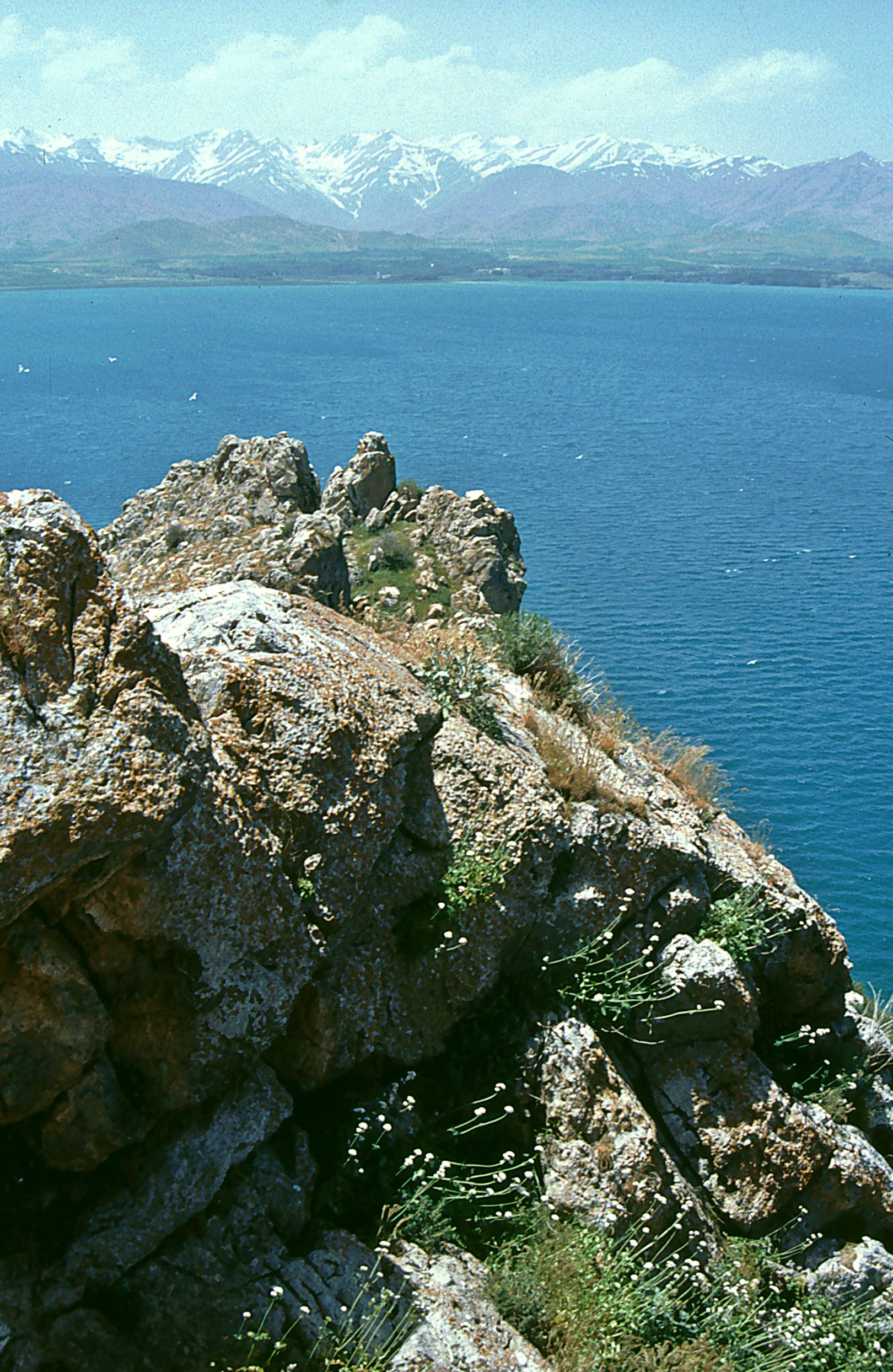
Llac Van.

El 5 d'octubre de 1927, al Gran Líban, antics membres de diferents moviments kurds com ara Kürdistan Teali Cemiyeti, Kürt Millet Fırkası i el Comite d'Independència Kurda van fundar l'organització nacionalista kurda Xoybûn, juntament amb intel·lectuals kurds que estaven refugiats a l'Iraq. Iran i Síria amb l'ajuda d'antics membres del Daixnak. El 1927 Xoybûn (dirigit per Celadet Alî Bedirxan, Kamuran Alî Bedirxan, Ekrem Cemilpaşa, Memdûh Selîm, entre d'altres) va decidir ascendir a Ihsan Nuri, un antic oficial dels exèrcits otomà i turc, a general (paixà) i el va enviar a Erzurum amb 20 companys. Van publicar un diari anomenat Agirî i, el 8 d'octubre de 1927, van declarar la independència de la República d'Ararat. L'octubre de 1927, Xoybûn va fer apel·lacions a les grans potències i la Societat de Nacions, i va nomenar Ibrahim Heski, que era un dels caps de la tribu Jalali, com a governador de la província d'Agri.

## Decisió del gabinet
El 9 de maig de 1928, el govern turc va promulgar una llei d'amnistia. L'amnistia es va oferir a tots els kurds de l'oposició disposats a sotmetre's al govern kemalista, i els nacionalistes kurds van ser alliberats de la presó. Tanmateix, els intents del govern turc d'iniciar negociacions van fracassar. El govern turc va decidir llavors negociar directament amb Ihsan Nuri Paixà, però també va ser en va.
El 29 de desembre de 1929, el president Mustafa Kemal (Atatürk) va dirigir una reunió del gabinet, amb la participació del cap de l'estat major Fevzi Çakmak i İbrahim Tali Öngören (inspector general), on es va adoptar la decisió (decisió del gabinet núm. 8692) d'iniciar una operació militar contra la muntanya d'Ararat el juny de 1930.

### Ordre de l'Estat Major
El 7 de gener de 1930, l'Estat Major de la República de Turquia va enviar una ordre al IX Cos amb el text de la decisió del gabinet:
- S'ocuparan pobles habitats per kurds entre Bulakbaşı i Şıhlı Köyü i llocs de refugi. I deixeu que els rebels s'allunyin de les bases de subsistència.
- Després de netejar el districte de kurds, seguiu cap a la línia del pic Ararat i establiu guarnicions als territoris ocupats.
- Només les forces mòbils de gendarmeria hivernaran entre 1930 i 1931. Al districte no s'hi deixaran zones residencials, excepte per necessitats del regiments de gendarmeria.
- D'aquesta manera, els kurds que no tenen necessitats d'alimentació i habitatge seran distribuïts o es veuran obligats a refugiar-se a l'Iran. En aquest cas, el problema es resoldrà amb l'Iran.
- L'operació començarà l'última setmana de juny de 1930 i abans de l'època de la verema.
- El comandant del IX Cos dirigirà l'operació militar.

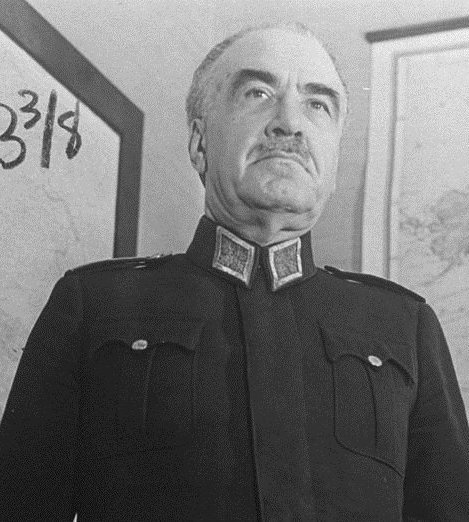
El general Fevzi Çakmak.

### Ajornament de l'ofensiva contra la muntanya Ararat
El 18 de març de 1930, Salih (Omurtak) va ser nomenat comandant del IX Cos. Les hostilitats armades van ser iniciades per l'exèrcit turc contra els insurgents d'Ararat l'11 de juny de 1930. Xoybûn va demanar ajuda a tot el Kurdistan. İhsan Nuri va enviar una ordre ofensiva a Îbrahîm Agha datada el 18 de juny de 1930. Un capità turc Zühtü (Güven), que era oficial del 2n Batalló Mòbil de Gendarmeria a Iğdır, va rebre aquesta ordre d'un rebel kurd. Hi va haver una àmplia resposta a la crida d'ajuda dels insurgents, i els turcs van abandonar temporalment la seva ofensiva contra el mont Ararat.
Del 19 al 20 de juny de 1930, centenars de rebels, liderats pels fills de Kör Hüseyin Paixà (antic comandant del grup nord dels regiments Hamidiye) i els fills d'Emin Paixà, van travessar la frontera des de Pèrsia i van tallar la línia telegràfica entre Çaldıran i Beyazit. Més d'un centenar d'ells van assaltar el centre del districte de Zeylan i l'estació de gendarmeria. Van fer que els seus propis membres de la tribu que vivien al districte s'unís a ells. Aquesta ofensiva kurda, i les ofensives a Patnos i Çaldıran, serien anomenades Rebel·lió Zeylanper l'autoritat turca.
Segons l'informe oficial de Salih del 2 de juliol de 1930, sobre la situació al nord del llac Van, entre 350 i 400 rebels liderats pels fills de Kör Hüseyin i els fills d'Emin Paixà es trobaven a la zona de Patnos amb el suport dels pobles circumdants de Sofu Mustafa, Kâni, Yukarı Romik, Çakırbey, Gürgüre, Haçlı, Koru, Harabe Kürk i Çavuş. Uns 400 rebels més, liderats per Seyit Resul, eren a la zona de Zeylân amb el suport dels pobles circumdants de Şurik, Su Souk, Kadir Asker, Münevver, Sivik, Ağı, Dedeli i Şeytan Ava. A més a més, un nombre desconegut de rebels, liderats per Yusuf Abdal, es trobaven a la zona de Çaldıran envoltats pels pobles d'Aşağı Çilli, Şeyh Rumi, Alikelle, Haçan, Kaymaz i Şeyh Sucu.

## La Massacre

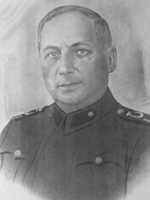
Salih Omurtak.

L'exèrcit turc va utilitzar dos cossos (VII Cos i IX Cos) i 80 avions per a l'operació de neteja a partir del 8 de juliol de 1930. En general, la data en què va tenir lloc la massacre es considerava el 13 de juliol de 1930, però Yusuf Mazhar, que era el corresponsal especial del diari Cumhuriyet (el diari més llegit de Turquia durant els anys 1930-1940), va informar per telèfon el 12 de juliol de 1930 que "la neteja als districtes d'Erciş, Mont Süphan i Zeylân ha estat completada."
Segons el diari Cumhuriyet del 16 de juliol de 1930, unes 15.000 persones van morir i el riu Zilan es va omplir de cadàvers fins a la seva desembocadura.
El 15 de juliol de 1930, Ibrahim Tali Öngören, l'inspector general de la Primera Inspecció General, va explicar que l'aniquilació havia estat realitzada per tropes amb l'ajuda de la gent, que es van perdre més de mil milícies i que els vilatans ajudaven als rebels també havien estat aniquilats.
El Ministeri d'Afers Exteriors britànic va informar que "l'èxit turc a prop d'Ergish i Zilan es va optenir realment a través d'uns pocs homes armats i un gran percentatge de no combatents."

### Testimonis
Segons Nazi Erol, l'esposa de Şükrü (Erol) (fill gran del cap de la tribu Bekiri), el seu fill gran Salih i totes les seves dones van ser assassinats. Ella havia sobreviscut a la massacre perquè estava amagada sota els seus cadàvers.
Segons l'avi de Mehmet Pamak, milers de persones —homes, dones, nens i ancians— van ser massacrades per metralladores, i la sang va discorre de la vall durant dies. La tieta de Pamak (un nadó llavors) i la seva besàvia de 80 anys van morir amb baionetes.
Segons Kakil Erdem, un dels testimonis oculars vius de la massacre de Zilan, trenta-cinc familiars seus van ser assassinats i els soldats van tallar i obrir l'abdomen d'una dona embarassada. Davant els seus ulls, van degollar tres dels seus familiars i dos dels seus germans van ser apallissats fins a la mort.

## Conseqüències
L'edició de l'endemà al matí del Cumhuriyet, aleshores un diari vinculat a l'estat, va descriure el resultat de l'operació en termes contundents i clars. "Es va fer l'escombrada. Tots els de la vall de Zilan van ser exterminats, i cap d'ells va sobreviure.”
Ercan Öksüz i Oktay Candemir, periodistes que treballaven per a l'Agència de Notícies Dicle, van entrevistar Kakil Erdem, un testimoni viu de 94 anys, i van publicar l'entrevista amb el títol Zilan Katliamı'nın Tanığı Konuştu (Testimoni de les converses sobre la massacre de Zilan). El Jutjat Penal número 2 de Primera Instància de Van va jutjar els periodistes per "incitació a l'odi i l'hostilitat". El 2009, cadascun d'ells va rebre una pena de presó de 18 mesos.